# Kościół Santa Maria del Giglio w Wenecji
Kościół Santa Maria del Giglio w Wenecji (pol. dosłownie: kościół Najświętszej Maryi Panny od Lilii, zwany potocznie Santa Maria Zobenigo – kościołem Najświętszej Maryi Panny [rodu] Zobenigo, w nawiązaniu do jego pierwszych fundatorów) – rzymskokatolicki kościół w Wenecji (dzielnica (sestiere) San Marco). 
Dawniej parafialny, od 1967 roku jest kościołem rektorskim w Patriarchacie Wenecji. 
Jego fasada należy do najbardziej oryginalnych i wystawnych dzieł baroku weneckiego. Zgromadzone we wnętrzu obrazy pędzla takich mistrzów jak: Peter Paul Rubens, Jacopo Tintoretto, Alessandro Vittoria, Giovanni Battista Piazzetta, Palma młodszy i Giovanni Maria Morlaiter stanowią wyjątkową dokumentację sztuki weneckiej.

## Historia
Pierwotny kościół w stylu bizantyjskiej bazyliki został prawdopodobnie założony rodzinę Jubanico, której nazwisko z czasem zniekształcono do dialektalnej formy Zobenigo. Stąd druga nazwa kościoła – Santa Maria Zobenigo. Kościół ten spłonął, a po czym został w 976 roku odbudowany. Kolejna przebudowa miała miejsce w roku 1105. Ten ostatni kościół przetrwał do czasu budowy obecnego kościoła pod wezwaniem Najświętszej Maryi Panny od Lilii, wzniesionego w latach 1680–1683 przez Giuseppe Benoniego, z fasadą i bocznymi ołtarzami autorstwa Giuseppe Sardiego. Fundatorem budowy był Antonio Barbaro. W lipcu 1700 roku patriarcha Giovanni Alberto Badoer dokonał konsekracji kościoła. W latach 1807–1810 dekretem napoleońskiego Królestwa Włoch dokonano kasaty kościołów i zmian w podziale terytorialnym weneckich parafii zmniejszając ich liczbę z 70 do ponad 30. Kościół Santa Maria del Giglio zachował status kościoła parafialnego, mając pod sobą takie kościoły jak San Vidal, San Maurizio (zniesione w 1807 roku) oraz San Fantin (zniesiony w 1810 roku). W 1833 roku został odrestaurowany. W okresie późniejszym opuszczony, został w 1967 roku zdegradowany do rangi kościoła rektorskiego.

## Architektura
Podobnie jak pobliski kościół Santo Stefano, również i kościół Santa Maria del Giglio przylega bokiem do szerokiego campo (placu), natomiast jego fasada wychodzi na wąską calle (ulicę).

### Fasada
Na zbudowanie fasady Antonio Barbaro przekazał testamentem 30 tysięcy dukatów; zostawił też dokładne instrukcje co do sposobu, w jaki Sardi ma uhonorować jego sukcesy polityczne i wojskowe. Sardi wykorzystał schemat dwukondygnacyjnej fasady, zastosowany przez siebie wcześniej w przypadku kościoła Scalzi, ale jego realizacja w Santa Maria del Giglio okazała się jeszcze bogatsza i kunsztowniejsza. Kondygnację dolną tworzą podwójne kolumny w porządku jońskim, a górną - kolumny w porządku korynckim. Całość wieńczy tympanon zamknięty łukiem. W kondygnacji dolnej, w niszach pomiędzy kolumnami znalazły się posągi czterech braci Antonia Barbara: Giovanniego Marii, Marina, Francesca i Carla, przypisywane Heinrichowi Meyringowi. Na cokołach pod kolumnami umieszczono płaskorzeźby miast: Zary, Candii, Padwy, Rzymu, Korfu i Spalato. W górnej kondygnacji, nad wejściem znajduje się pomnik nagrobny kapitana mórz, Antonia Barbara, wyrzeźbiony przez Josse de Corte. Flankują go posągi Honoru i Cnoty, a dalej, po bokach fasady – wyobrażenia Sławy i Wiedzy. Na cokołach pod parami kolumn umieszczono sceny batalistyczne. Powyżej, w attyce widnieje herb rodu Barbaro, a w jego sąsiedztwie – figury alegoryczne.

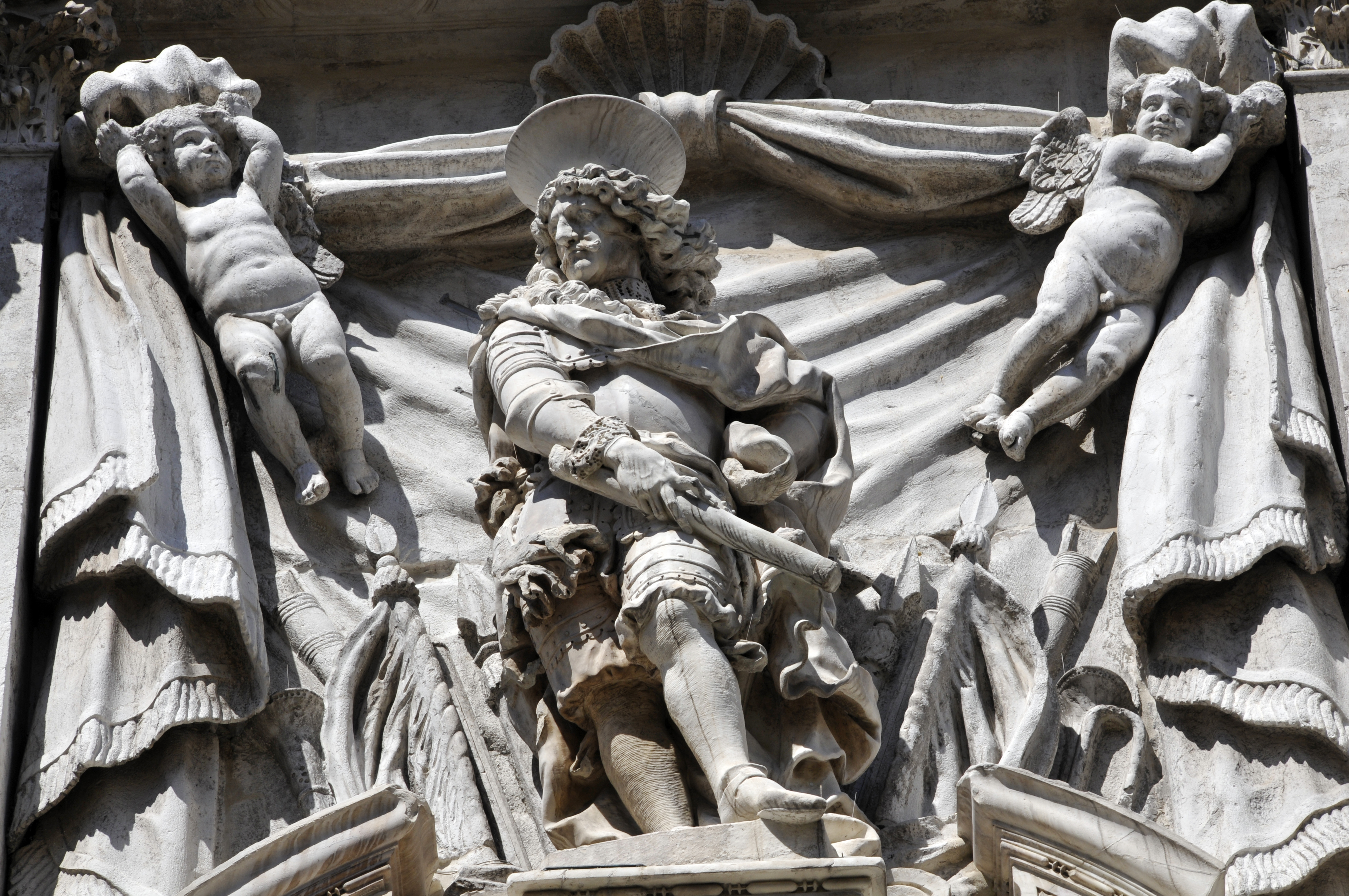
Antonio Barbaro
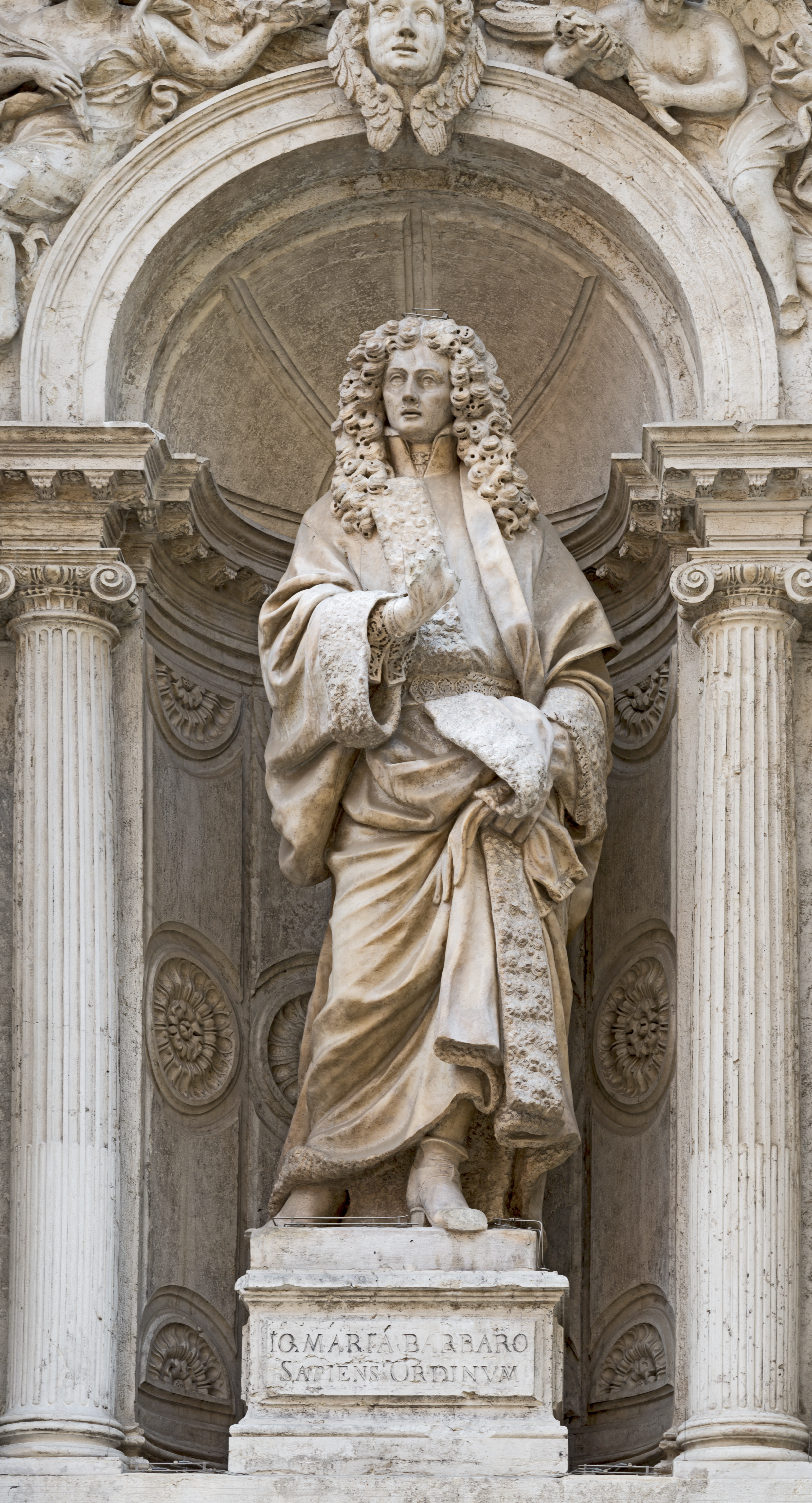
Giovanni Maria Barbaro
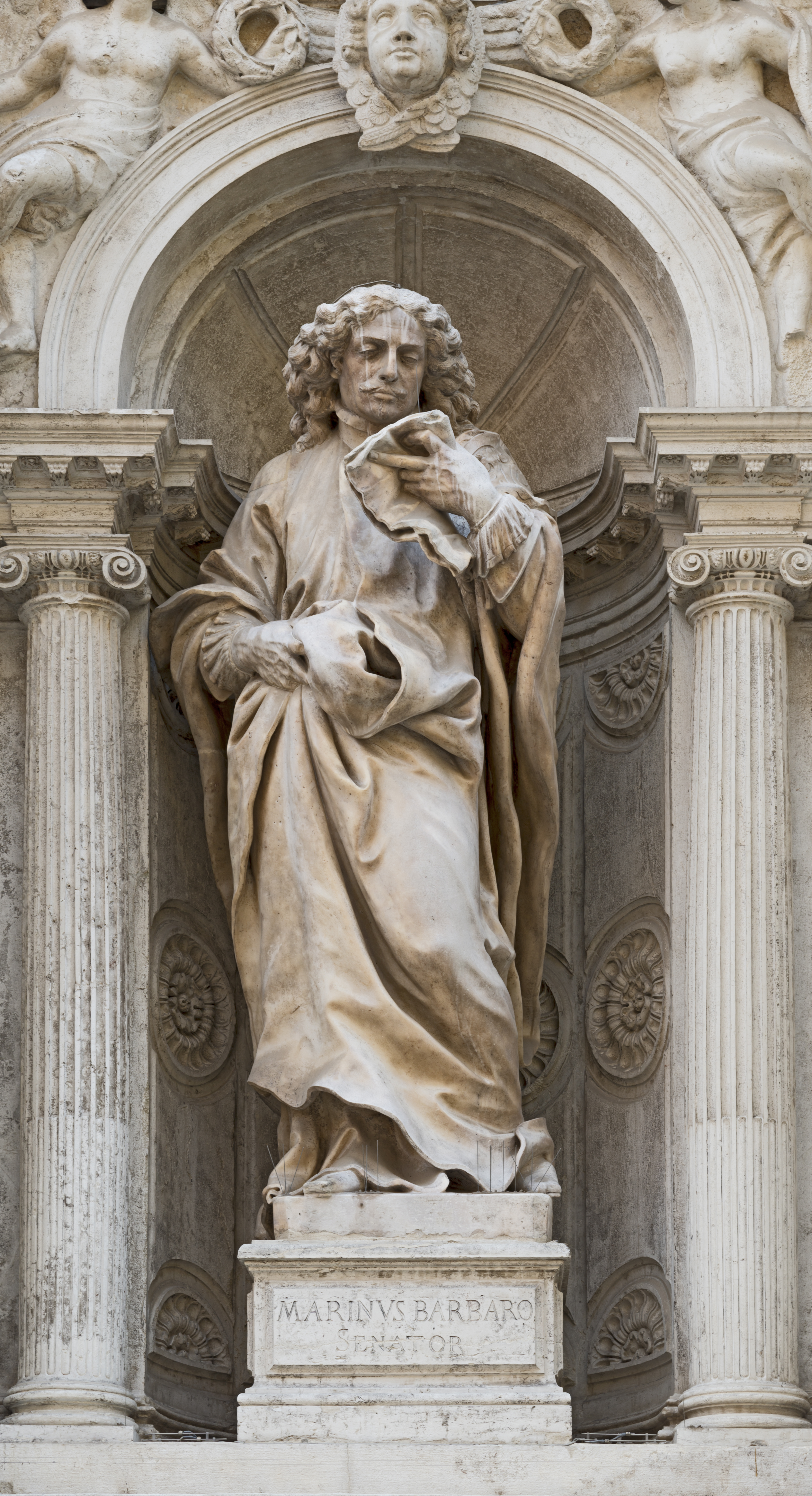
Marino Barbaro
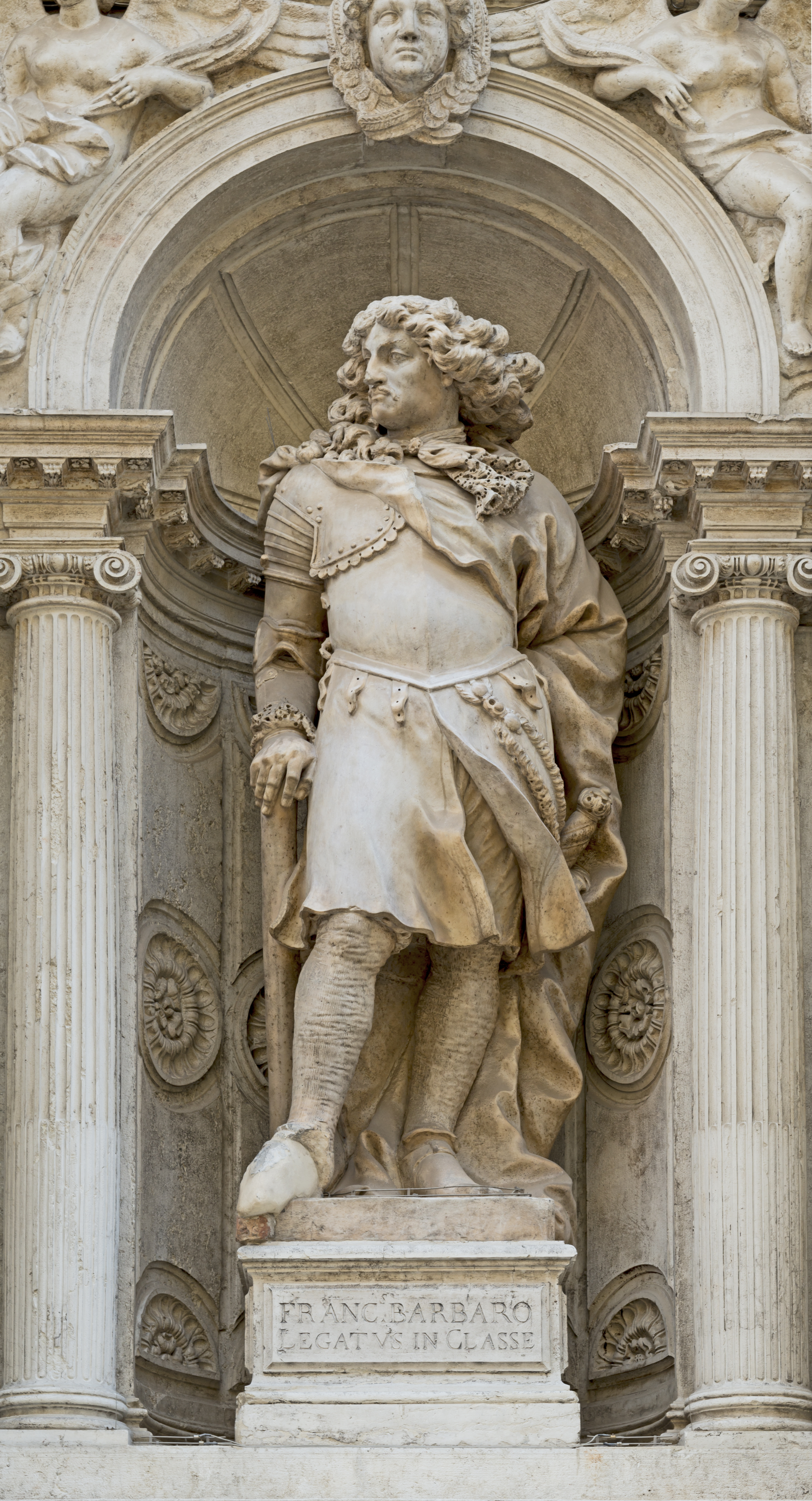
Francesco Barbaro
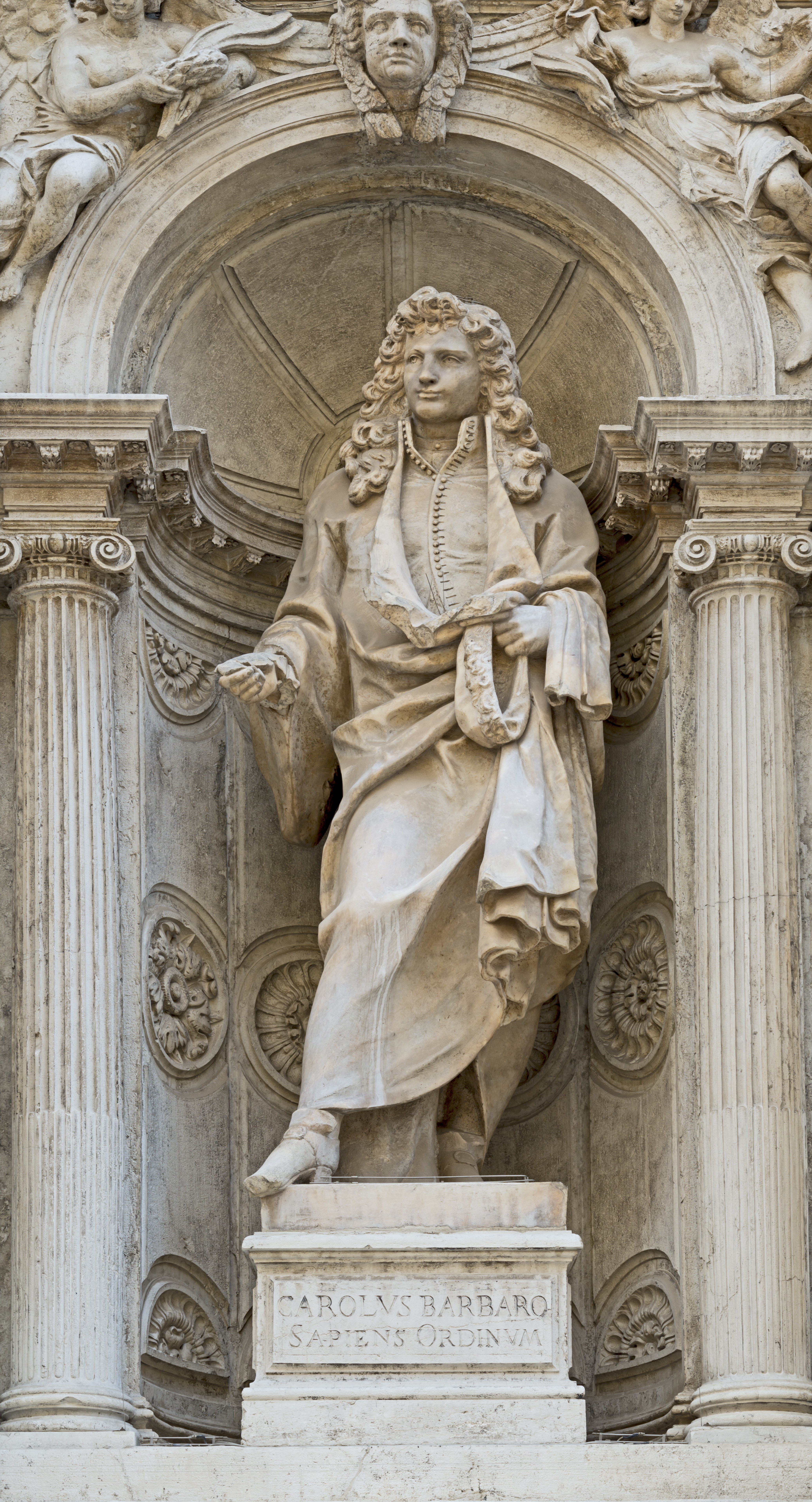
Carlo Barbaro

## Kampanila
Kampanila, widoczna na obrazie Canaletta, z upływem czasu pochylała się, aż w 1774 roku została rozebrana. Jej odbudowa rozpoczęła się w 1805 roku, ale prace budowlane przerwano na wysokości około 8 metrów. W nieukończonej budowli mieści się obecnie sklep z pamiątkami.

## Wnętrze
Wnętrze kościoła to zwarta, jednonawowa przestrzeń, z trzema płytkimi ołtarzami po każdej stronie. Nad ołtarzem głównym umieszczono organy. Ołtarz flankują posągi Zwiastowania dłuta Heinricha Meyringa. Na ścianie czołowej prezbiterium znajdują się obrazy Antonia Zanchiego: Narodziny Chrystusa i aniołowie muzykujący oraz Ojciec Przedwieczny pośród aniołów i cherubinów, flankowane obrazami Jacopa Tintoretta: Ewangeliści św. Łukasz i św. Mateusz i Ewangeliści św. Marek i św. Jan.

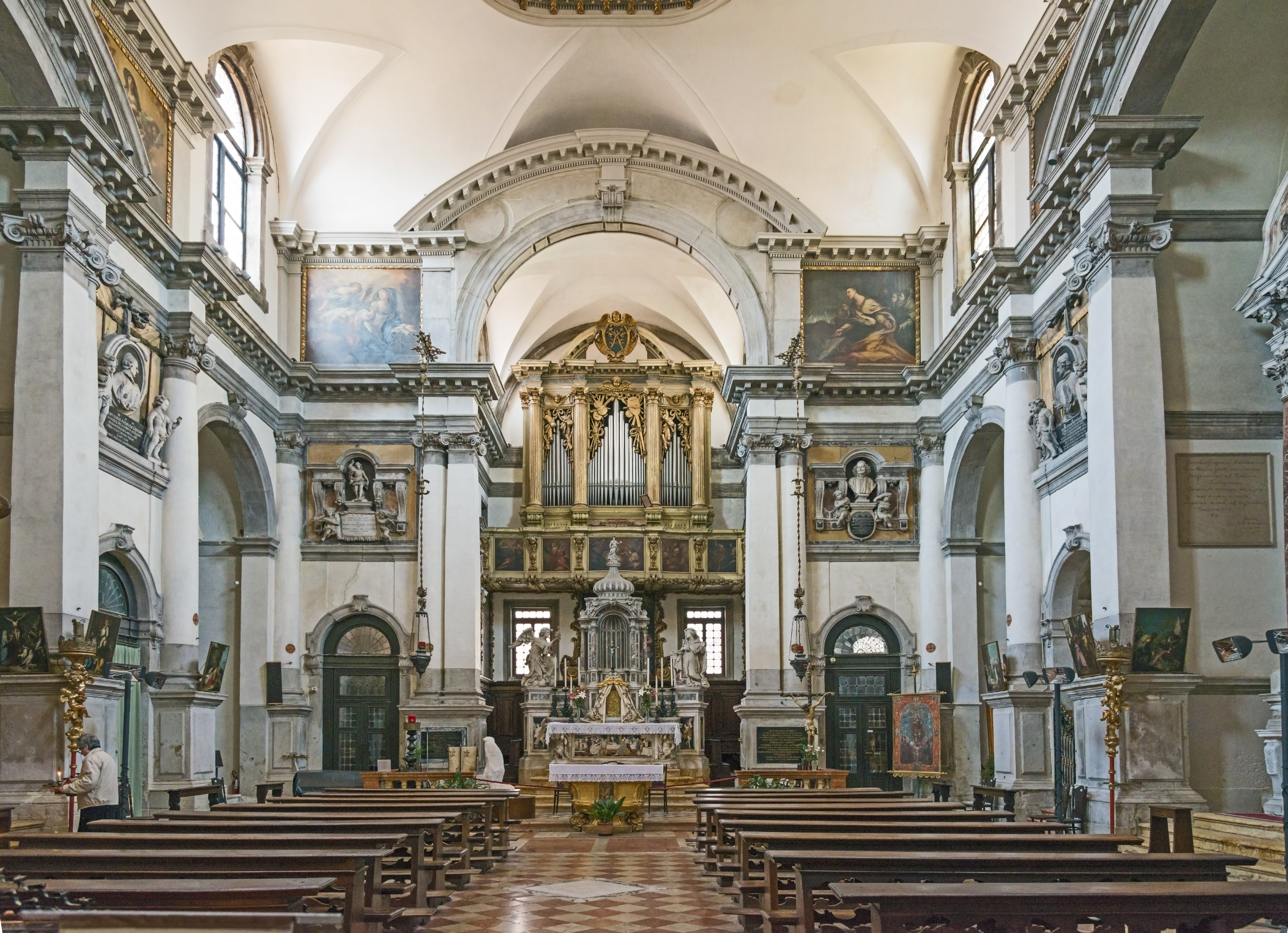
Wnętrze
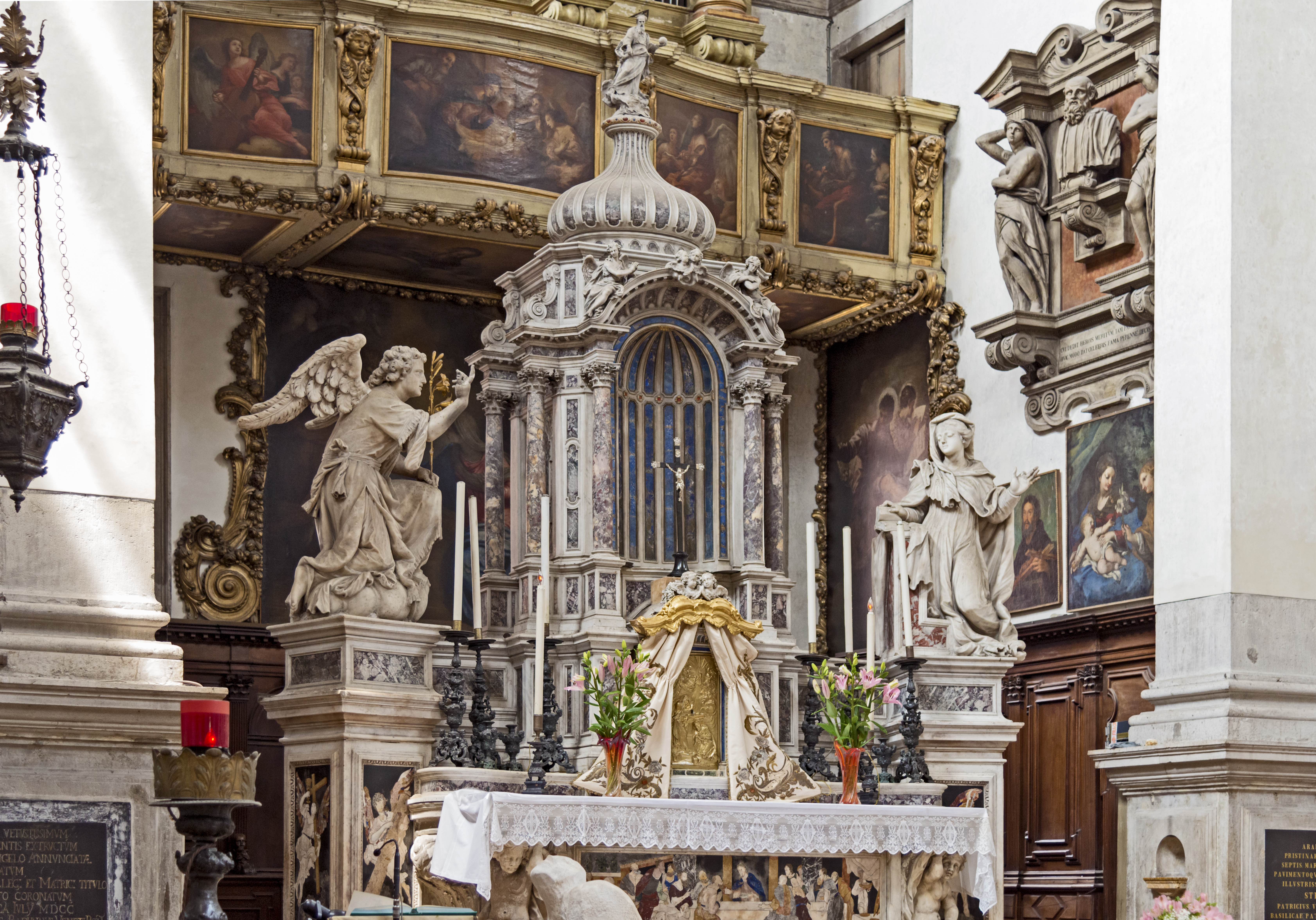
Heinrich Meyring, Zwiastowanie
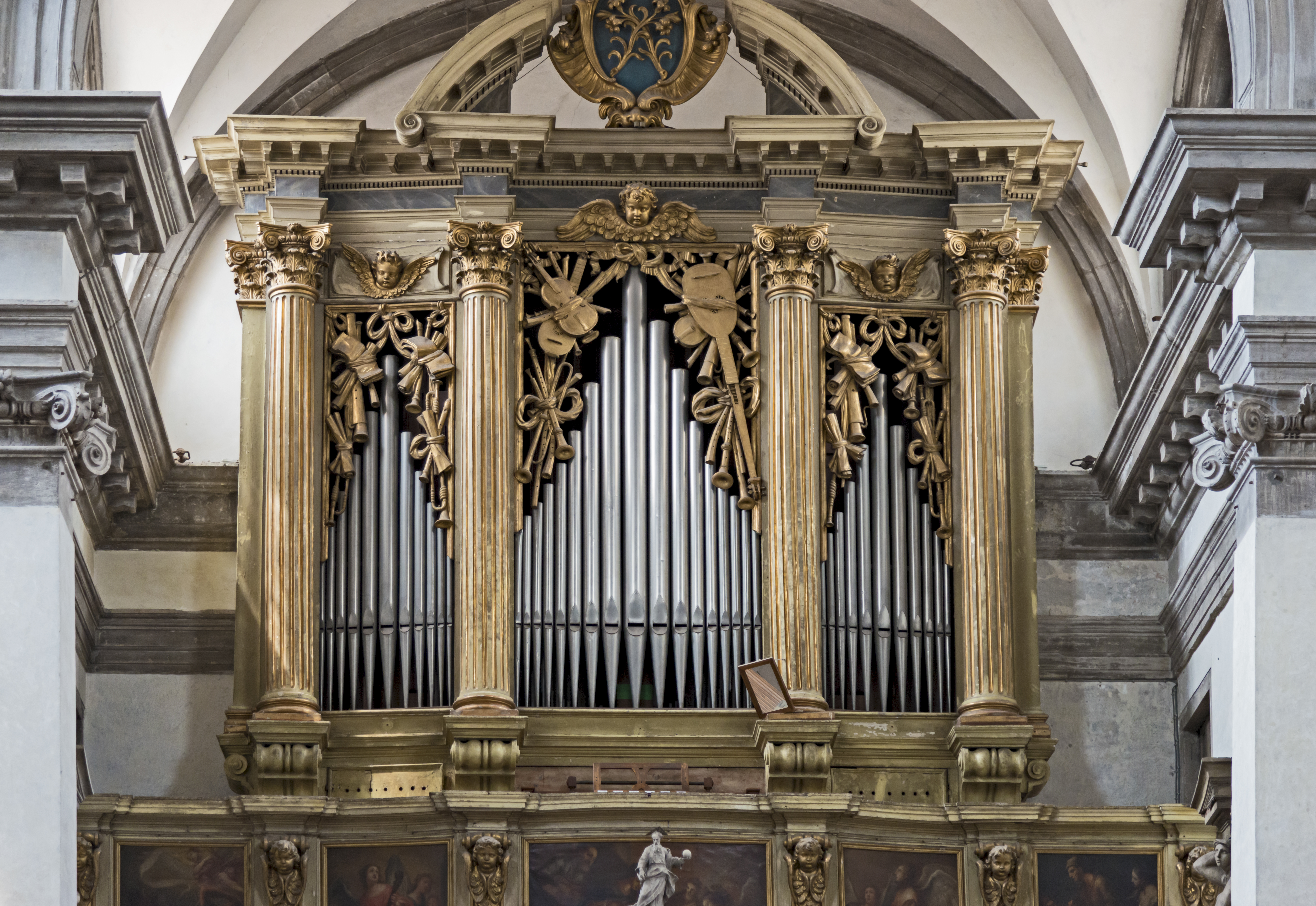
Organy

Nad wejściem wiszą obrazy Ostatnia Wieczerza pędzla Giulio Del Moro oraz Cztery Sybille Giuseppe Porty, a w ich sąsiedztwie obrazy Antonia Zanchiego: Męczeństwo św. Antoniego, Konsekracja kościoła, Wenecja w akcie przebłagalnym i kilka jego obrazów o treści maryjnej. Sklepienie wypełniają kolejne trzy obrazy Antonia Zanchiego: Narodziny Najświętszej Maryi Panny, Koronacja Najświętszej Maryi Panny i Wniebowzięcie Najświętszej Maryi Panny, wszystkie z lat 1690–1696. W kaplicy Molin (na prawo od wejścia) znajduje się jedyny w Wenecji obraz Petera Paula Rubensa, Madonna z Dzieciątkiem i małym św. Janem. Malowidło na sklepieniu kaplicy, Madonna z Dzieciątkiem jest dziełem Domenica Tintoretta. W zakrystii znajduje się kolejny obraz Antonia Zanchiego, Abraham nauczający Egipcjan astrologii. W pierwszym ołtarzu po prawej stronie (licząc od prezbiterium) znajduje się obraz Palmy młodszego, Nawiedzenie św. Elżbiety, a w ołtarzu po lewej – Chrystus i Święci Franciszek di Paola i Justyna, pochodzący z pracowni Jacopa Tintoretta.

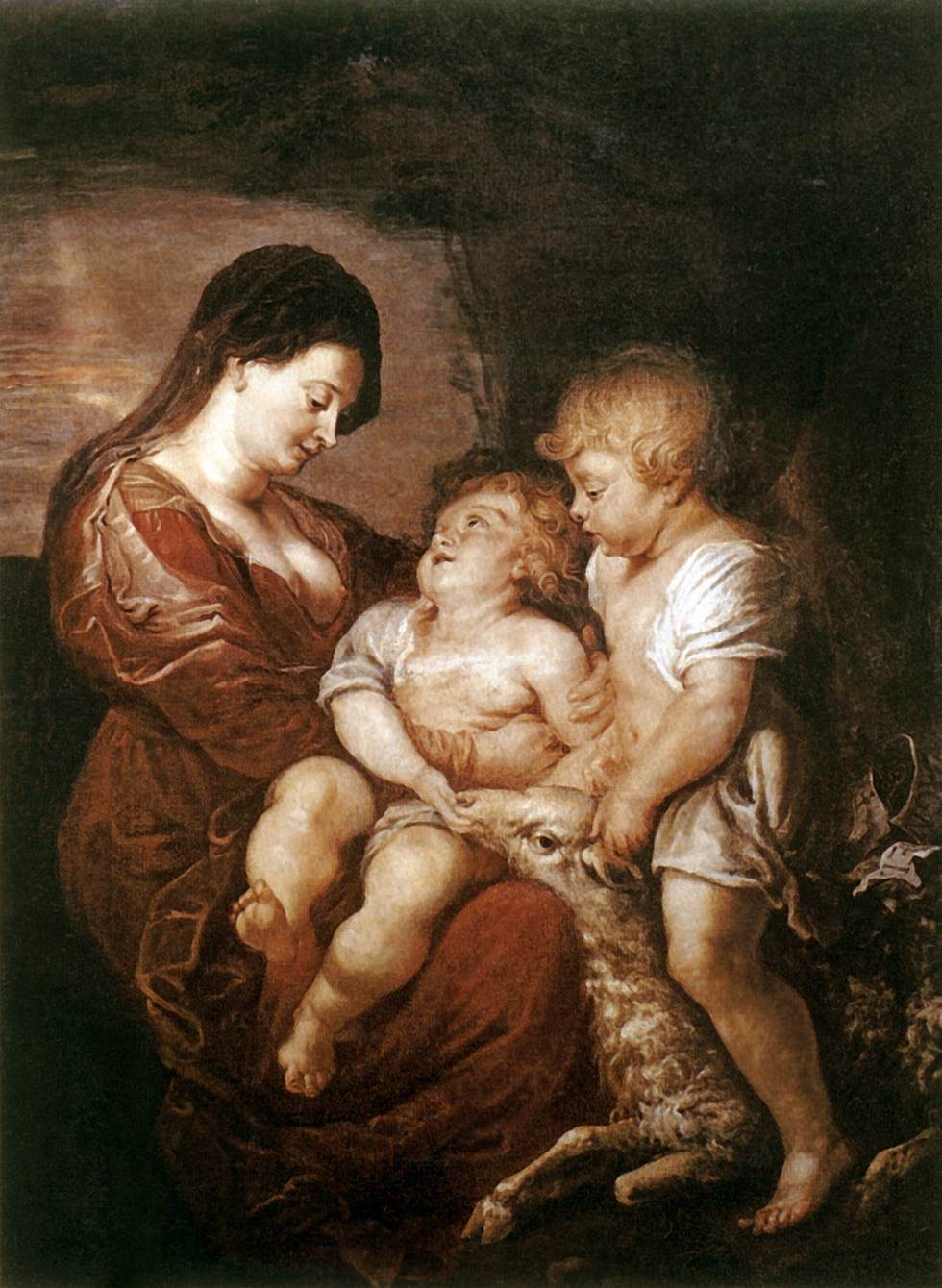
Peter Paul Rubens, Madonna z Dzieciątkiem i małym św. Janem, I. poł. XVII w.
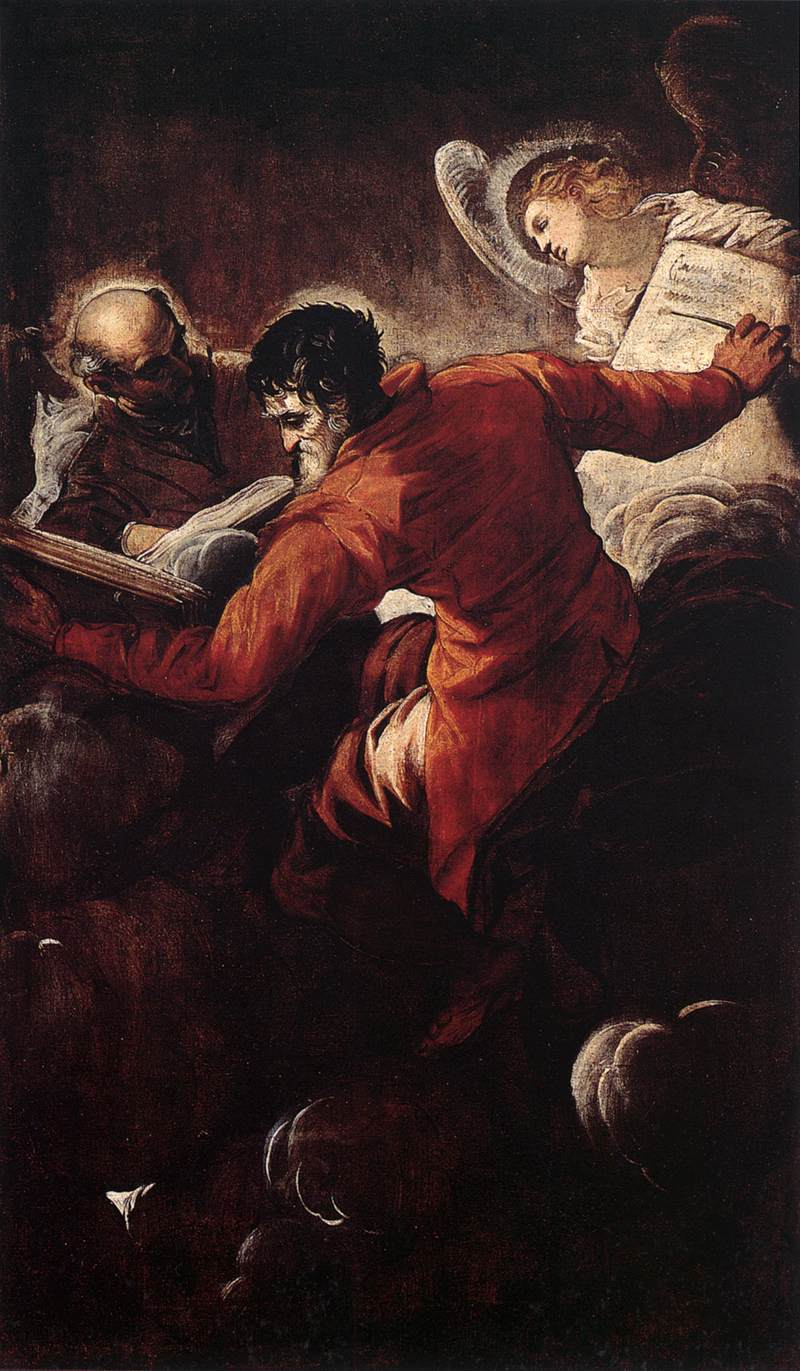
Jacopo Tintoretto, Ewangeliści św. Łukasz i św. Mateusz, 1557
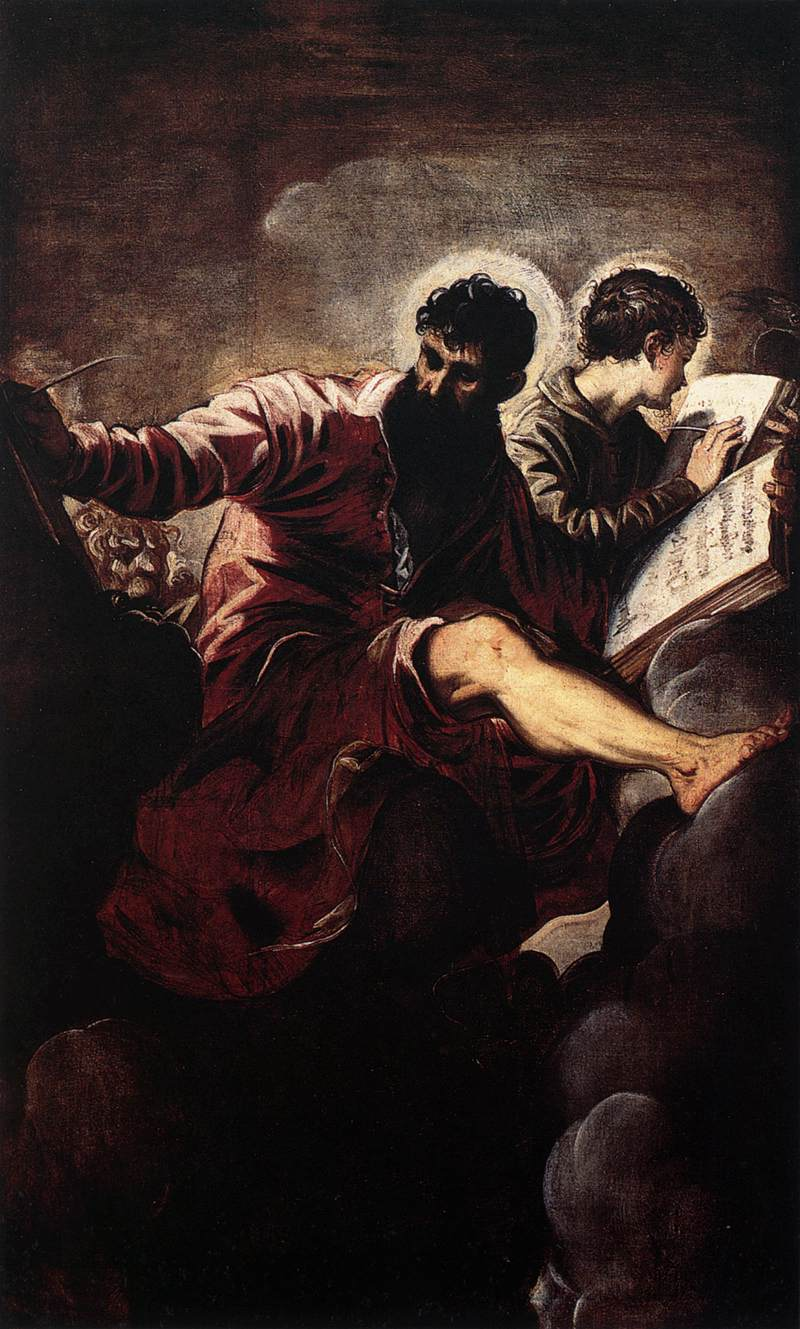
Jacopo Tintoretto, Ewangeliści św. Marek i św. Jan, 1557
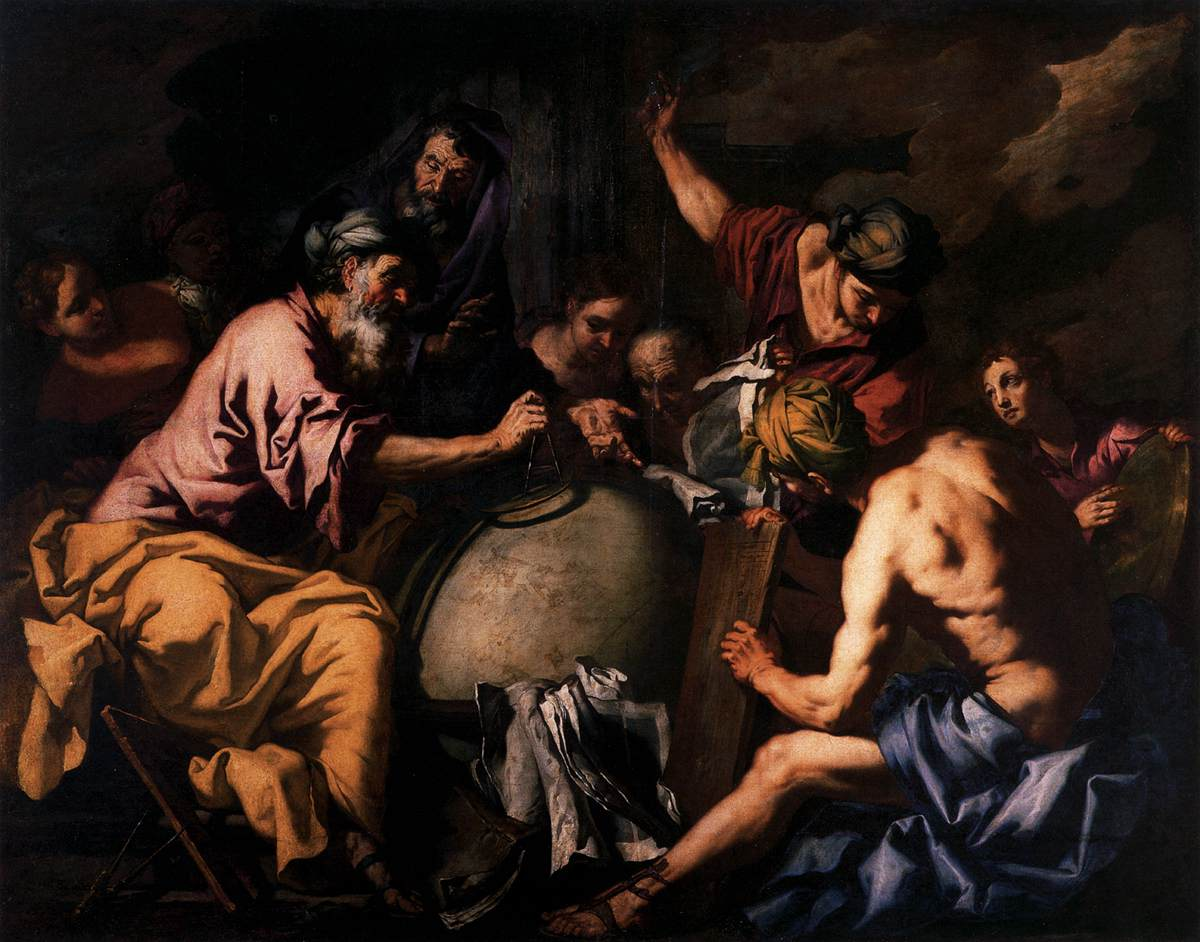
Antonio Zanchi, Abraham nauczający Egipcjan astrologii, ok. 1665

### Organy
Organy zbudował Mascioni w 1913 roku. Mają one 2 manuały.